# Thurman, New York
Thurman är en ort i Warren County i delstaten New York, USA.